# Women's Link Worldwide
Women's Link Worldwide es una organización que usa el poder del derecho para promover un cambio social que favorezca los derechos de las mujeres y las niñas, en especial, de aquellas que enfrentan múltiples inequidades. Fue fundada en el año 2001 por la abogada estadounidense Viviana Waisman. 

## Fundación y forma de trabajo
Women's Link Worldwide fue fundada en 2001. Desde entonces implementa acciones de promoción, defensa y litigio para establecer estándares que impulsen los derechos humanos de las mujeres y las niñas. Es una organización reconocida por su capacidad de desarrollar teorías y estrategias legales, en especial respecto a violaciones de derechos humanos de las mujeres. 
Trabajan a nivel internacional, generando alianzas con activistas de todo el mundo. Estudian el contexto, diseñan estrategias, redactan informes legales y comparecen ante el poder judicial en los tribunales nacionales, regionales e internacionales. Representan legalmente a mujeres, ofrecen mentorías, capacitación y herramientas prácticas y promueven intercambios profesionales.
Además, bajo el lema "Más allá de los tribunales", usan su trabajo en litigio y en otros procesos legales, no sólo para fortalecer la infraestructura de los derechos humanos, sino para impulsar un debate público y contribuir a una movilización social capaz de transformar la sociedad y garantizar los derechos de las mujeres y las niñas. 
Tienen oficinas regionales en Colombia y España, una sólida presencia en América Latina y Europa y alianzas en construcción en África Oriental.

## Misión y visión

### Misión
Women's Link Worldwide usa el poder del derecho para promover un cambio social que favorezca los derechos de las mujeres y las niñas, en especial, de aquellas que enfrentan múltiples inequidades.

## Temas de trabajo
Su trabajo se desarrolla alrededor de seis áreas de trabajo que consideran que les permiten mostrar cómo se entrelazan los diferentes aspectos de los derechos de mujeres. A partir de estos temas identifican proyectos en los que el litigio estratégico pueda tener un impacto, en donde exista una posibilidad para un cambio perdurable en el tiempo y en donde su experiencia les permita no sólo impactar en el tema en cuestión, sino hacer una contribución más global al movimiento de los derechos de las mujeres y de los derechos humanos.
Las áreas son:
- Derechos sexuales y reproductivos.[4][5][6]
  - Obstáculos para acceder al aborto en España
- Trata de personas.
- Mujeres y fronteras.
- Mujeres y construcción de paz.
- Discriminación.
- Violencia.

## Líneas de trabajo
En Women’s Link Worldwide creen que el cambio social a través de los tribunales es alcanzable y sostenible siempre que el reconocimiento de los derechos humanos logre trascender el ámbito judicial e involucrar a las organizaciones de la sociedad civil, otras instancias del gobierno y a la sociedad en su conjunto.
Por eso promueven y protegen los derechos humanos de las mujeres y las niñas, de esta manera:
- Creando jurisprudencia.
- Creando capacidad.
- Creando condiciones.

### Creando jurisprudencia

#### Analizando el marco vigente de derechos
Antes de cada iniciativa, en Women’s Link analizan las leyes existentes y determinan cómo aprovechar el marco de derechos para promover el cambio. Su experiencia en derecho comparado les permite monitorear y desarrollar estándares legales, con base en los argumentos y las estrategias más efectivas que estén disponibles.

#### Crean y promueven innovaciones legales
Trabajan para fortalecer y expandir los estándares de derechos humanos. Aplican los principios internacionales de derechos humanos cuando litigan en contextos nacionales por los derechos de las mujeres y las niñas. Luego, aprovechando el potencial de la jurisprudencia resultante, la fortalecen en otras instancias nacionales, regionales e internacionales.

### Creando capacidad

#### Involucran al sistema judicial en los derechos humanos
Trabajan frecuentemente con jueces, juezas y profesionales del derecho para darles a conocer la jurisprudencia positiva para las mujeres y las niñas. A través del diseño de capacitaciones y la facilitación de intercambios, promueven el diálogo judicial sobre el uso del derecho como medio para superar la discriminación y asegurar la justicia para todos y todas. 

#### Fortalecen la capacidad de activistas en el uso del derecho como medio para generar el cambio social
Establecen alianzas, ofrecen asistencia técnica y brindan mentoría a activistas. Trabajan con ellas y con ellos en estrategias que permitan enmarcar los problemas sociales como violaciones de derechos humanos, presentarlos ante los tribunales y realizar acciones de acompañamiento en comunicaciones y movilización social.

### Creando condiciones
En Women’s Link Worldwide fomentan el debate público de los temas que les interesan e involucran en la discusión a diversos actores: medios de comunicación, organizaciones filantrópicas, líderes y lideresas de la sociedad civil, personas expertas en medicina y otros profesionales en campos relevantes e instancias gubernamentales. Consideran que si bien una victoria legal puede no ocurrir en un momento histórico determinado, su meta es mejorar continuamente las condiciones que favorecen su causa y que hacen que al final del proceso judicial la opinión pública esté mejor informada y la sociedad civil más fortalecida.